# Siedliska (Gorlice)
Pour les articles homonymes, voir Siedliska.
Siedliska est une localité polonaise de la gmina de Bobowa, située dans le powiat de Gorlice en voïvodie de Petite-Pologne.